# Stanisław Jarecki (1925–2004)
Stanisław Jarecki (ur. 30 kwietnia 1925, zm. 17 maja 2004) – polski muzyk, etnograf, publicysta, redaktor Polskiego Radia w Katowicach.

## Młodość i nauka
Elew Orkiestry Marynarki Wojennej. W wieku 14 lat brał udział w obronie Oksywia w kampanii wrześniowej 1939 r. Podczas okupacji uczestniczył w działaniach ruchu oporu, walczył w Batalionach Chłopskich.
Wychowanek Oficerskiej Szkoły Kapelmistrzów Wojskowych w Rembertowie. Studia muzyczne ukończył w Wyższej Szkole Muzycznej w Poznaniu. Za odmowę udziału w tłumieniu demonstracji w Poznaniu w czerwcu 1956 r. wydalony z wojska i skierowany nakazem pracy do Katowic.
Jako muzyk grał na skrzypcach oraz waltorni. Gry na skrzypcach uczył się u Józefa Jastrzębskiego.

## Dziennikarz radiowy
Autor lub współautor cyklów audycji radiowych np.: Muzyka folklorem malowana, Wieś tańczy i śpiewa, Wędrówki muzyczne, Muzykalia śląsko-cieszyńskie, Kompozytorzy górnośląscy – szkic do portretu środowiska, Nowa muzyka śląska, Dawna muzyka śląska, Z muzyka na co dzień, Z malowanej skrzyni, U beskidzkich poetów w gościnie, Portrety twórców ludowych, Res Musica.
Prezentując życie kulturalne Zaolzia współpracował z rozgłośnią radiową w Ostrawie. Efektem tej współpracy było ok. 150 audycji emitowanych w dwóch głównych seriach U rodaków zza Olzy oraz Na południe od Czantorii.
W swoich audycjach przybliżał polskim słuchaczom sylwetkę pochodzącego z Cieszyna polskiego kompozytora, Romana Bergera. Swoje artykuły publikował m.in. w: Kalendarzu Cieszyńskim.
Bohaterami jego audycji byli twórcy życia muzycznego na Górnym Śląsku tacy jak: Karol Hławiczka, Jerzy Hadyna, Stanisław Hadyna, Władysław Niedoba, Karol Piegza, Antoni Szafranek. Część audycji poświęcił także innym twórcom kultury, np. pisarce Marii Wardasównie, rzeźbiarzowi Arturowi Cienciale, poetce Emilli Michalskiej.

## Etnograf
Zajmował się dokumentowaniem i badaniem folkloru z terenów Górnego Śląska w Polsce i Czechach. Dokumentował działalność ruchu amatorskiego, amatorskich orkiestr i kapel ludowych. Często przedmiotem jego badań była polska działalność kulturalna i społeczna na Zaolziu. Wyniki swoich dociekań opublikował w pracy pt. „Tradycja kolędowa i pastorałkowa na Zaolziu” w tomie pt. „Z zagadnień folkloru muzycznego na Śląsku Cieszyńskim” (Katowice 1977).
Był konsultantem przy Wojewódzkim Ośrodku Kultury, jurorem festiwalu Wici w Pszczynie. Zasiadał w Radzie Artystycznej śląskiego Oddziału Polskiego Związku Chórów i Orkiestr. Współpracował z Muzeami w Wiśle oraz Żywcu.

## Nagrody i wyróżnienia
- Członek honorowy Oddziału Śląskiego Polskiego Związku Chórów i Orkiestr, Nagroda Stowarzyszenia Dziennikarzy Polskich za współpracę z Zagranicą, Jubileuszowy medal Towarzystwa Miłośników Ziemi Żywieckiej.
- Krzyż Oficerski Orderu Odrodzenia Polski
- Złota Odznaka Zasłużonego dla Województwa Katowickiego

## Rodzina
Jego żoną była poetka, dziennikarka Krystyna Broll-Jarecka, córka burmistrza Wełnowca